# João Batista Gonçalves Campos
João Batista Gonçalves Campos, o Cônego Batista Campos (Acará, 1782 — Barcarena, 31 de dezembro de 1834) foi um cônego, jornalista e advogado paraense. É o autor intelectual do movimento da Cabanagem (1835-1840).

## Biografia
Em 1782, João Batista nasceu no município paraense de Acará, filho de Mateus Gonçalves e de dona Maria Bernardo de Campos, foi ordenado em 1805, destacou-se como sacerdote.
Foi um importante ativista político da história do que atualmente é o estado do Pará, desde a época que antecedeu a Independência do Brasil até as lutas partidárias que culminaram com a explosão do movimento da Cabanagem (1835-1840), ocorrido durante o período da regência provisória.
Segundo o historiador paraense Ernesto Cruz, o cônego Batista Campos é considerado o autor intelectual do movimento da Cabanagem. Que incentivou a resistência contra o governador da província Bernardo Lobo de Sousa, por isso escondeu-se no interior da Província do Grão-Pará (1821 – 1889), para escapar às perseguições do governo. Redigiu o primeiro jornal publicado na capital paraense Belém, chamado  "O Paraense", e a seguir foi escrito no jornal "O Publicador Amazonense".
Na administração pública, foi vice-presidente do Conselho do Governo da Província e fez parte da Junta Provisória do Governo, no período de 18 de agosto de 1823 a 30 de abril de 1824. Por ordem do militar John Grenfell, foi amarrado à boca de um canhão aceso no dia 17 de outubro de 1823.
Em 1834, ao fazer a barba Batista Campos cortou-se profundamente em uma espinha no rosto usando uma navalha. Este ferimento infeccionou (provavelmente acentuado pelas condições geográficas da Amazônia) e, somado a grande perseguição sofrida por tropas do governo o que ocasionou a morte de Batista Campos em 31 de dezembro de 1834. Seu corpo foi enterrado na Vila de Barcarena e, mais de 150 anos depois, em 1985, seus restos mortais foram retirados do local de sepultamento, colocados em uma urna, e levados em carreata pela cidade de Belém, na comemoração dos 150 anos da Cabanagem, sendo posteriormente carregados a um monumento comemorativo na capital paraense.
Em 14 de fevereiro de 1904 foi inaugurada a Praça Batista Campos uma homenagem dedicada pelo então intendente do governo paraense Antônio Lemos
Os restos de Batista Campos atualmente descansam na Igreja de Nossa Senhora de Nazaré ou matriz, em Barcarena.

## Na cultura popular
Pouco se conhece sobre as origens de Batista Campos. Embora ele próprio tenha se destacado como um defensor dos humildes, o mais provável é que seja oriundo das famílias portuguesas mais tradicionais, possivelmente de um dos ramos da família Campos que se estende de Belém ao Baixo Amazonas, a julgar por sua educação, incomum no contexto do Grão-Pará de fins do século XVIII e princípios do século XIX.
Uma lenda recorrente entre os moradores de idade avançada da cidade de Barcarena, Belém e inclusive do Baixo Amazonas, descrevem Batista Campos como uma criança solitária e de poucos amigos. Conta-se que ele teria se perdido na floresta enquanto observava e seguia deslumbrado uma grande espécie de gavião quando foi encontrado por Domingos, um homem idoso que vivia recluso nos bosques. Da amizade entre os dois, Batista Campos passou a frequentar a casa de Domingos com quem aprendeu sobre política, história, filosofia e Matemática, tendo nascido a partir deste contato os conhecimentos do garoto sobre a realidade da província do Grão-Pará, do Império Português, bem como suas convicções morais e éticas.
Também credita-se a morte de Batista Campos não por uma fatalidade, mas sim por traição, tendo sido a navalha com a qual se barbeava embebida intencionalmente em curare - veneno comum da América do Sul - por um de seus partidários.